# Lancefield
Lancefield (1 184 habitants) est un village à 92 kilomètres au nord-ouest de Melbourne, et 21 kilomètres à l'ouest de Kilmore, dans l'État du Victoria en Australie.
La ville est située dans une région agricole, et le secteur est connu pour ses sols volcaniques rouges fertiles.

## Histoire
Lancefield est situé sur l’itinéraire suivi par les explorateurs Burke et Wills.
La ville était le centre administratif de l’ancien comté de Lancefield qui a existé entre 1890 et 1916.
Il y avait autrefois une ligne de chemin de fer qui passait à Lancefield, reliée à la ligne principale à Clarkefield entre 1881 et 1956. La ligne était également reliée à Kilmore entre 1892 et 1897. Les voies sont maintenant enlevées mais la gare demeure.